# Gonzalo Aja
Gonzalo Aja Barquín (født 13. juni 1946 i Matienzo, Cantabria) var en spansk professioeal landevejscykelrytter. I Tour de France 1974, var Aja den første cykelrytter på Col du Tourmalet og Mont Ventoux, og sluttede på en 5. plads samlet set.

## Palmarès
1971
Vuelta a Cantabria;1974
Santona
Tour de France:
5. plads samlet
1976
Volta a la Comunitat Valenciana
1977
Santona